# Puelmapu

Imagen del Meli witran mapu. Hacia la derecha de la imagen está el Puelmapu.

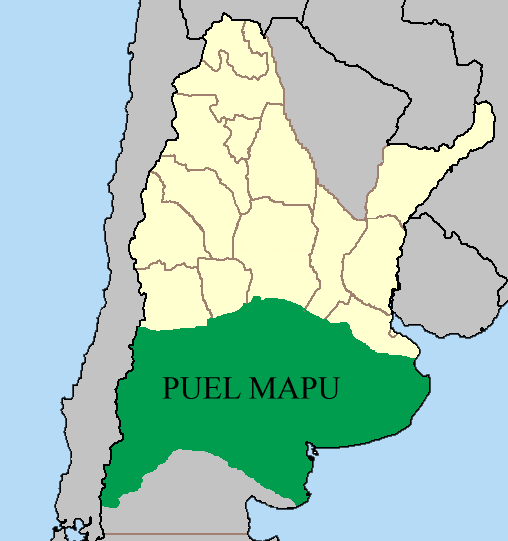
Mapa de Puelmapu en los siglos y, territorio mapuche al este de la Cordillera de los Andes surgido de la araucanización de dicho territorio y pueblos que lo habitaban. En el mapa además se muestran las fronteras nacionales actuales y los límites provinciales argentinos.

Puelmapu (del mapudungún: puelmapu, ‘tierra del este’) es la parte del Wallmapu o territorio mapuche que está al este de la cordillera de los Andes. En la concepción tradicional mapuche, el mundo terrenal o Nagmapu («Tierra de abajo») está compuesto por cuatro partes (Meli Witran Mapu, las «cuatro esquinas de la tierra»), de las cuales una es el Puelmapu.

## Descripción
Al conjunto de relaciones espaciales y particularidades territoriales del mundo mapuche en el plano del Nag Mapu, se le denomina Meli Witran Mapu. La manera de entender la tierra visible que habita el mapuche organizada a partir de los puntos cardinales, lados que definen particulares modos de vida a partir de la manera en que el mapuche se relaciona en cada uno de ellos con la naturaleza y el medio que los rodea.
En la cordillera de los Andes habitan los pehuenches, que poseen una relación estrecha con las pinalerías de las cumbres. Al este de estas montañas se encuentran las Pampas y la Patagonia, que forman parte de Argentina, y sus habitantes mapuches son llamados por los demás mapuches puelche ("orientales", en sentido posicional, no histórico). Este hipotético territorio se extiende entre los ríos Cuarto y Diamante, por el norte, hasta los ríos Limay y Negro por el Sur, siendo su límite este el río Salado (Buenos Aires) (o hacia 1750 la línea de los fortines y pueblos de San Nicolás de los Arroyos, San Antonio de Areco, Luján y Merlo) y el Ka Füta Lafken (océano Atlántico) y el oeste la cordillera de los Andes. 

## Historia
En los siglos XV y XVI los tehuelches, ubicados en las llanuras pampeano-patagónicas comienzan a migrar hacia la zona cordillerana bajo dominio de los denominados  "pehuenches antiguos", un grupo hasta ese momento no mapuchizado. En la misma época los huarpes ubicados en el territorio actual de Mendoza se desplazan hacia el sur estableciendo relaciones amistosas con los pehuenches.[cita requerida]
A partir de 1608 las incursiones hacendistas en territorio huiliche por parte de los españoles de Chiloé y de los de la zona del Biobío comenzó a impulsar una migración a través de los pasos cordilleranos, lo que impulsó el proceso de mapuchización de las culturas locales.
Pausada la Guerra de Arauco en 1656 los mapuches comienzan a expandir su presencia en el norte de la Patagonia y la pampa, instalando fütalmapus o confederaciones, con sus correspondientes aillarehues (federaciones provinciales) y lovs (clanes). El proceso se consolidó en el siglo XVIII, asimilando culturalmente las parcialidades tehuelches y la adopción de la lengua mapudungun (que influirá también los dialectos españoles de la región)[¿cuál?], así como las leyes o admapu y costumbres mapuches.
La expansión de los pueblos indígenas por las llanuras pampeanas y patagónicas fue promovida por la adopción del caballo introducido por los españoles, transformándose en hábiles jinetes. A medida que el territorio pampeano se fue poblando de animales vacunos salvajes, reorientaron su economía hacia la caza de vacunos, manzanas en el valle del actual río Negro o Curu Leuvu y también a la extracción de sal obtenida en las grandes salinas de la región, a la vez que establecieron nuevas rutas comerciales con el valle central de Chile. Uno de los asentamientos más importantes fue el de los ragkülche o ranqueles, que instalaron sus aillarehues a lo largo del río Chadileuvú, Salado o Desaguadero y el sector del Salinas Grandes, controlando la pampa.
Los mapuches terminaron conformando en el siglo XVIII una entidad territorial llamada Puelmapu o Puel Mapu, que se extendía desde la cordillera de los Andes, el río Limay y el Curu Leuvu o río Negro por el sur, en la región del Neuquén, hasta el río Cuarto por el norte y el océano Atlántico por el este. El Puel Mapu ya figura constituido en el Parlamento de Lonquilmo de 1784.
En 1790 el Imperio Español celebró el primero de tres tratados con los mapuches relativos al Puel Mapu (Tratado de Paz con el Cacique Callfilqui de 1790, Tratado de Paz con los Indios Ranqueles de 1796 y el Tratado entre los Pehuenches y la Provincia de Mendoza 1799), que complementaban los que venían celebrando con el sector mapuche del otro lado de la cordillera.

### Guerras con Argentina
Luego de que los territorios del Virreinato del Río de la Plata declararan su independencia y formaran primero las Provincias Unidas del Río de la Plata en la segunda década del siglo XIX, Puel Mapu y las Provincias Unidas, especialmente la provincia de Buenos Aires, mantuvieron durante varias décadas una situación de disputa concentrada en la frontera entre ambos territorios, aunque con un importante comercio entre ambas comunidades, principalmente de sal y tratados de paz que establecían que se mantuvieron precariamente. En las relaciones entre ambos territorios también fue muy importante la disputa por las vacas y toros salvajes que poblaban la llanura pampeana. Ocasionalmente ambos bandos organizaban incursiones armadas sobre el otro. En el caso mapuche se llamaban malones y en el caso rioplatense se llamaban conquistas del desierto.
A lo largo del siglo XIX las Provincias Unidas fueron avanzando sobre territorio mapuche-tehuelche-ranquel, corriendo la frontera e instalando fortines, cada vez más lejos de Buenos Aires. Entre 1860 terminaron las guerras civiles entre argentinos, organizándose la República Argentina. Poco después, en 1878, este país tomó la decisión de atacar militarmente a los mapuches-tehuelches-ranqueles, con el fin de excluirlos completamente del dominio de Puel Mapu. 
La guerra se conoció como la Conquista del Desierto, que se llevó a cabo entre 1878 y 1885. El resultado fue la derrota completa de los pueblos mapuche-tehuelche-ranquel y el fin de Puel Mapu, como territorio soberano. En Argentina un sector considera que fue una gesta militar, mientras otro lo considera un genocidio.